# 施勇祥
施勇祥（1938年—），男，江苏南京人，中华人民共和国政治人物，曾任云南省文学艺术界联合会党组副书记、常务副主席，中国作家协会书记处书记、名誉委员。